# Atletiek op de Olympische Zomerspelen 2024 – 1500 meter mannen
De 1500 meter voor mannen  op de Olympische Zomerspelen 2024 vond plaats van 2 tot en met 6 augustus in het Stade de France. De Noor Jakob Ingebrigtsen was de regerend Olympisch Kampioen, hij werd in 2024 opgevolgd door de Amerikaan Cole Hocker. Het zilver was voor Josh Kerr uit Groot Brittannië, en Yared Nuguse uit Amerika won de bronzen medaille.

## Records
Voorafgaand aan het toernooi waren dit het wereldrecord en het olympisch record.
| Wereldrecord     | Marokko Hicham el Guerrouj   | 3.26,00 | Rome  | 14 juli 1998    |
| Olympisch record | Noorwegen Jakob Ingebrigtsen | 3.28,32 | Tokio | 7 augustus 2021 |

## Resultaten

### Series
De zes snelsten van elke serie kwalificeerden zich direct voor de halve finales (Q), Van de overgebleven atleten kwalificeerden de zes tijdsnelsten zich ook voor de halve finales (q),

#### Serie 1
| Rang | Naam               | Naam | Tijd    | Bijz. |
| ---- | ------------------ | ---- | ------- | ----- |
| 1    | Josh Kerr          | GBR  | 3:35.83 | Q, SB |
| 2    | Brian Komen        | KEN  | 3:36.31 | Q     |
| 3    | Narve Gilje Nordås | NOR  | 3:36.41 | Q     |
| 4    | Anass Essayi       | MAR  | 3:36.44 | Q     |
| 5    | Yared Nuguse       | USA  | 3:36.56 | Q     |
| 6    | Robert Farken      | GER  | 3:36.62 | Q     |
| 7    | Jochem Vermeulen   | BEL  | 3:36.66 |       |
| 8    | Samuel Pihlström   | SWE  | 3:36.80 |       |
| 9    | Cathal Doyle       | IRL  | 3:37.82 |       |
| 10   | Mario García       | ESP  | 3:37.90 |       |
| 11   | Filip Rak          | POL  | 3:38.12 |       |
| 12   | Ryan Mphahlele     | RSA  | 3:38.48 |       |
| 13   | Olli Hoare         | AUS  | 3:39.11 |       |
| 14   | Abdisa Fayisa      | ETH  | 3:39.67 |       |
| 15   | Ossama Meslek      | ITA  | 3:39.96 |       |

#### Serie 2
| Rang | Naam                        | Naam | Tijd    | Bijz. |
| ---- | --------------------------- | ---- | ------- | ----- |
| 1    | Ermias Girma                | ETH  | 3:35.21 | Q     |
| 2    | Cole Hocker                 | USA  | 3:35.27 | Q     |
| 3    | Pietro Arese                | ITA  | 3:35.30 | Q     |
| 4    | Niels Laros                 | NED  | 3:35.38 | Q, SB |
| 5    | Timothy Cheruiyot           | KEN  | 3:35.39 | Q     |
| 6    | Isaac Nader                 | POR  | 3:35.44 | Q     |
| 7    | Marius Probst               | GER  | 3:35.65 |       |
| 8    | Luke McCann                 | IRL  | 3:35.73 |       |
| 9    | Adel Mechaal                | ESP  | 3:35.81 |       |
| 10   | George Mills                | GBR  | 3:35.99 |       |
| 11   | Stewart Mcsweyn             | AUS  | 3:36.55 |       |
| 12   | Ruben Verheyden             | BEL  | 3:36.62 |       |
| 13   | Tshepo Tshite               | RSA  | 3:36.87 |       |
| 14   | Charles Philibert-Thiboutot | CAN  | 3:36.92 |       |
| 15   | Maël Gouyette               | FRA  | 3:37.87 |       |

#### Serie 3
| Rang | Naam                       | Naam | Tijd    | Bijz. |
| ---- | -------------------------- | ---- | ------- | ----- |
| 1    | Stefan Nillessen           | NED  | 3:36.77 | Q     |
| 2    | Hobbs Kessler              | USA  | 3:36.87 | Q     |
| 3    | Jakob Ingebrigtsen         | NOR  | 3:37.04 | Q     |
| 4    | Reynold Kipkorir Cheruiyot | KEN  | 3:37.12 | Q     |
| 5    | Neil Gourley               | GBR  | 3:37.18 | Q     |
| 6    | Samuel Tefera              | ETH  | 3:37.34 | Q     |
| 7    | Ignacio Fontes             | ESP  | 3:37.50 |       |
| 8    | Adam Spencer               | AUS  | 3:37.68 |       |
| 9    | Azeddine Habz              | FRA  | 3:37.95 |       |
| 10   | Kieran Lumb                | CAN  | 3:38.11 |       |
| 11   | Raphael Pallitsch          | AUT  | 3:38.20 |       |
| 12   | Maciej Wyderka             | POL  | 3:38.79 |       |
| 13   | Sam Tanner                 | NZL  | 3:39.87 |       |
| 14   | Federico Riva              | ITA  | 3:41.78 |       |
| 15   | Andrew Coscoran            | IRL  | 3:42.07 |       |

### Herkansingsronde

#### Herkansingsserie 1
| Rang | Naam              | Naam | Tijd    | Bijz. |
| ---- | ----------------- | ---- | ------- | ----- |
| 1    | Cathal Doyle      | IRL  | 3:34.92 | Q     |
| 2    | Azeddine Habz     | FRA  | 3:35.10 | Q     |
| 3    | Ossama Meslek     | ITA  | 3:35.32 | Q     |
| 4    | Tshepo Tshite     | RSA  | 3:35.35 |       |
| 5    | Kieran Lumb       | CAN  | 3:35.76 |       |
| 6    | Jochem Vermeulen  | BEL  | 3:36.14 |       |
| 7    | Luke McCann       | IRL  | 3:36.50 |       |
| 8    | Marius Probst     | GER  | 3:36.54 |       |
| 9    | Maciej Wyderka    | POL  | 3:36.79 |       |
| 10   | Abdisa Fayisa     | ETH  | 3:36.82 |       |
| 11   | Mario García      | ESP  | 3:37.01 |       |
| 12   | Stewart Mcsweyn   | AUS  | 3:37.49 |       |
| 13   | Raphael Pallitsch | AUT  | 3:39.32 |       |

#### Herkansingsserie 2
| Rang | Naam                        | Naam | Tijd    | Bijz. |
| ---- | --------------------------- | ---- | ------- | ----- |
| 1    | Federico Riva               | ITA  | 3:32.84 | Q, PB |
| 2    | Charles Philibert-Thiboutot | CAN  | 3:33.53 | Q, SB |
| 3    | George Mills                | GBR  | 3:33.56 | Q     |
| 4    | Samuel Pihlström            | SWE  | 3:33.58 | PB    |
| 5    | Olli Hoare                  | AUS  | 3:34.00 |       |
| 6    | Adam Spencer                | AUS  | 3:34.45 | SB    |
| 7    | Filip Rak                   | POL  | 3:34.53 |       |
| 8    | Ignacio Fontes              | ESP  | 3:35.04 |       |
| 9    | Maël Gouyette               | FRA  | 3:35.42 |       |
| 10   | Ruben Verheyden             | BEL  | 3:36.06 |       |
| 11   | Ryan Mphahlele              | RSA  | 3:36.64 |       |
| 12   | Andrew Coscoran             | IRL  | 3:39.45 |       |
| 13   | Sam Tanner                  | NZL  | 3:40.71 |       |
| 14   | Adel Mechaal                | ESP  | 3:42.79 |       |

### Halve finales
De vijf snelsten van elke serie kwalificeerden zich direct voor de finale (Q), Van de overgebleven atleten kwalificeerden de twee tijdsnelsten zich ook voor de finale (q). 

#### Halve finale 1
| Rang | Naam                        | Naam | Tijd    | Bijz. |
| ---- | --------------------------- | ---- | ------- | ----- |
| 1    | Yared Nuguse                | USA  | 3:31.72 | Q     |
| 2    | Hobbs Kessler               | USA  | 3:31.97 | Q     |
| 3    | Neil Gourley                | GBR  | 3:32.11 | Q     |
| 4    | Niels Laros                 | NED  | 3:32.22 | Q     |
| 5    | Timothy Cheruiyot           | KEN  | 3:32.30 | Q     |
| 6    | Narve Gilje Nordås          | NOR  | 3:32.34 | Q     |
| 7    | Anass Essayi                | MAR  | 3:32.49 | PB    |
| 8    | Ossama Meslek               | ITA  | 3:32.77 | PB    |
| 9    | Samuel Tefera               | ETH  | 3:33.02 |       |
| 10   | Cathal Doyle                | IRL  | 3:33.15 | PB    |
| 11   | Charles Philibert-Thiboutot | CAN  | 3:33.29 |       |
| 12   | Azeddine Habz               | FRA  | 3:34.35 |       |

#### Halve finale 2
| Rang | Naam                       | Naam | Tijd    | Bijz. |
| ---- | -------------------------- | ---- | ------- | ----- |
| 1    | Jakob Ingebrigtsen         | NOR  | 3:32.38 | Q     |
| 2    | Josh Kerr                  | GBR  | 3:32.46 | Q     |
| 3    | Cole Hocker                | USA  | 3:32.54 | Q     |
| 4    | Brian Komen                | KEN  | 3:32.57 | Q     |
| 5    | Stefan Nillessen           | NED  | 3:32.73 | Q, PB |
| 6    | Pietro Arese               | ITA  | 3:33.03 | Q     |
| 7    | Robert Farken              | GER  | 3:33.35 |       |
| 8    | Isaac Nader                | POR  | 3:34.75 |       |
| 9    | Federico Riva              | ITA  | 3:35.26 |       |
| 10   | Reynold Kipkorir Cheruiyot | KEN  | 3:35.32 |       |
| 11   | George Mills               | GBR  | 3:37.12 |       |
| 12   | Ermias Girma               | ETH  | 3:40.27 |       |

### Finale
| Rang   | Naam               | Naam | Tijd    | Bijz.     |
| ------ | ------------------ | ---- | ------- | --------- |
| Goud   | Cole Hocker        | USA  | 3:27.65 | OR, AR    |
| Zilver | Josh Kerr          | GBR  | 3:27.79 | NR        |
| Brons  | Yared Nuguse       | USA  | 3:27.80 | PB        |
| 4      | Jakob Ingebrigtsen | NOR  | 3:28.24 |           |
| 5      | Hobbs Kessler      | USA  | 3:29.45 | PB        |
| 6      | Niels Laros        | NED  | 3:29.54 | NR, AU20R |
| 7      | Narve Gilje Nordås | NOR  | 3:30.46 | SB        |
| 8      | Pietro Arese       | ITA  | 3:30.74 | NR        |
| 9      | Stefan Nillessen   | NED  | 3:30.75 | PB        |
| 10     | Neil Gourley       | GBR  | 3:30.88 |           |
| 11     | Timothy Cheruiyot  | KEN  | 3:31.35 |           |
| 12     | Brian Komen        | KEN  | 3:35.59 |           |

1896: Teddy Flack ·
1900: Charles Bennett ·
1904: Jim Lightbody ·
1908: Mel Sheppard ·
1912: Arnold Jackson ·
1920: Albert Hill ·
1924: Paavo Nurmi ·
1928: Harri Larva ·
1932: Luigi Beccali ·
1936: Jack Lovelock ·
1948: Henry Eriksson ·
1952: Josy Barthel ·
1956: Ron Delany ·
1960: Herb Elliott ·
1964: Peter Snell ·
1968: Kipchoge Keino ·
1972: Pekka Vasala ·
1976: John Walker ·
1980: Sebastian Coe ·
1984: Sebastian Coe ·
1988: Peter Rono ·
1992: Fermín Cacho ·
1996: Noureddine Morceli ·
2000: Noah Ngeny ·
2004: Hicham El Guerrouj ·
2008: Asbel Kiprop ·
2012: Taoufik Makhloufi ·
2016: Matthew Centrowitz ·
2020: Jakob Ingebrigtsen ·
2024: Cole Hocker